# Jean-François Dandrieu

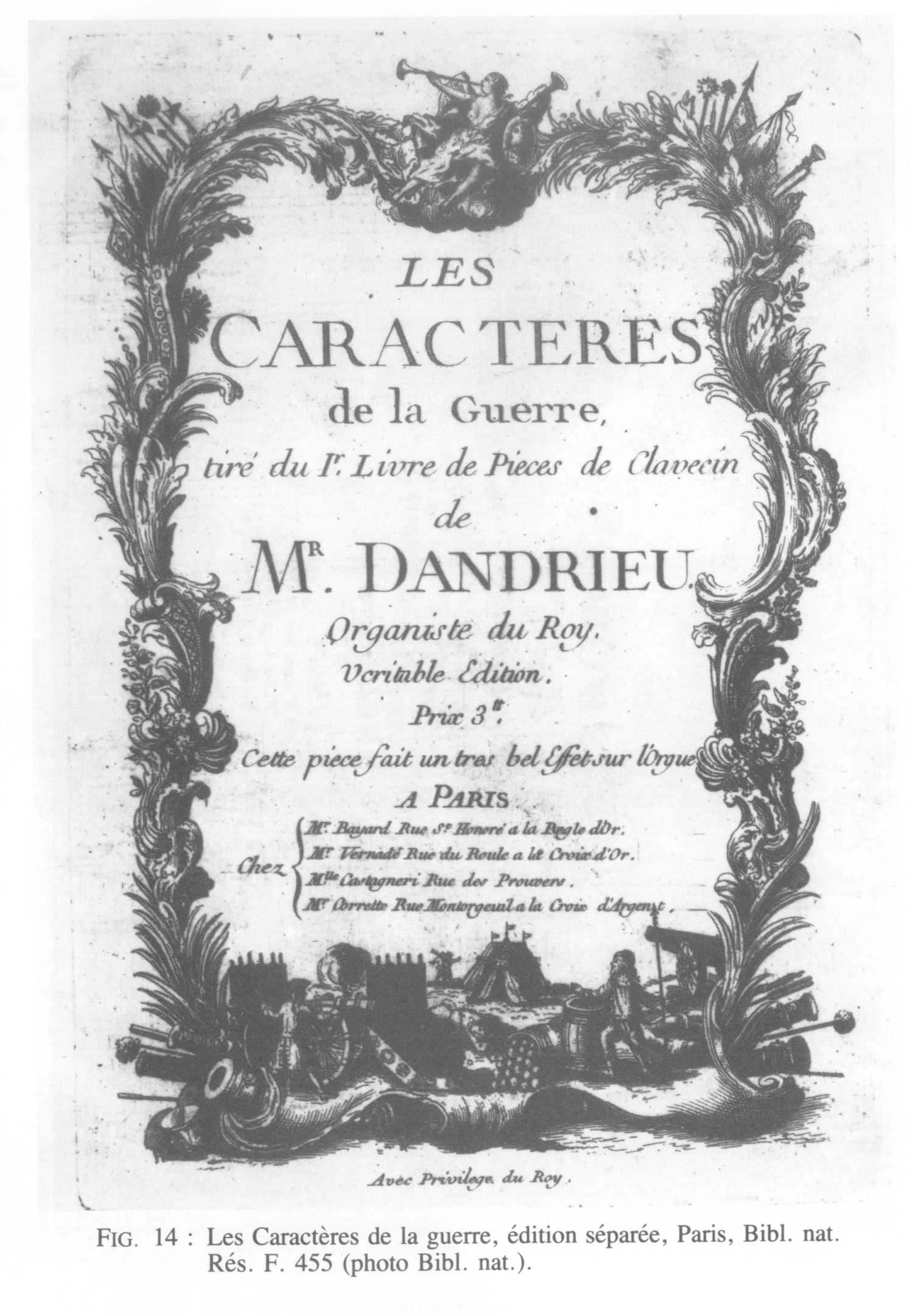
Eines von Jean-François Dandrieus Werken

Jean-François Dandrieu, auch Jean-François d’Andrieu (* um 1681/1682 in Paris; † 17. Januar 1738 ebenda) war ein französischer Cembalist, Organist und Komponist. Er war der berühmteste französische Clavecinist nach François Couperin und Rameau und seine Werke erfreuten sich in Deutschland besonderer Beliebtheit.

## Leben
Jean-François kam als Sohn von Jean d’Andrieu, einem gutsituierten gainier (Hersteller von Schmuckkästchen und Lederwaren), und der Françoise Rondeau zur Welt; er hatte einen Bruder namens Nicolas und zwei Schwestern Jeanne-Françoise and Marie Louise-Charlotte. Sein Onkel Pierre Dandrieu (1664–1733) war Organist in der Pariser Kirche St-Barthélemy. Die ganze Familie einschließlich seinem Onkel lebte in einem großen Haus in der Rue Ste-Anne ‘près le Palais’ („beim Palast“). Dandrieu selber blieb unverheiratet.
Es liegt nahe zu vermuten, dass er ersten Musikunterricht bei seinem Onkel erhielt, andererseits gibt Titon du Tillet Jean-Baptiste Moreau als seinen Lehrer an, der wie sein Vater auch aus Angers stammte. Jean-François Dandrieu war anscheinend ein Wunderkind und spielte bereits im Alter von knapp fünf Jahren vor Liselotte von der Pfalz, der Schwägerin Ludwigs XIV., zu der er wahrscheinlich auch weiterhin in Kontakt stand, da er ihr später ein Buch von Sonaten widmete. Möglicherweise musizierte er auch für Maria Anna Victoria von Bayern, der Frau des Dauphin – jedenfalls fällt auf, dass seine Schwester Jeanne-Françoise später (1709–1715) als Cembalistin bei Maximilian II. Emanuel (dem Bruder der inzwischen verstorbenen Dauphine) während dessen Pariser Exil wirkte.
Von 1704 bis zu seinem Tode arbeitete Dandrieu als Organist an St-Merry als ein Nachfolger von Nicolas Lebègue, wurde aber erst am 20. Juli 1705 offiziell auf die Stelle berufen. Am 17. Dezember 1721 wurde er als Nachfolger von Jean-Baptiste Buterne zu einem der vier Organisten der königlichen Kapelle ernannt, für das jeweilige Quartal von April bis Juli. Schließlich folgte er 1733 seinem Onkel Pierre Dandrieu als Organist von St-Barthélemy.
Jean-François Dandrieu starb am 17. Januar 1738 im Alter von 56 Jahren und wurde in St-Barthélemy bestattet; mit dem Abriss der Kirche im Jahr 1858 verschwand auch das Grab.
Er gehörte zu denjenigen französischen Komponisten seiner Zeit, die den Versuch machten, aus den strengen Formen der in ihrer Heimat geltenden musikalischen Konventionen auszubrechen und Elemente des italienischen Stils einbrachten. Dandrieu schuf Werke verschiedener Gattungen, darunter zwei Bücher Violinsonaten und sechs Bücher mit Cembalo-Stücken: drei Bücher „de jeunesse“ (Jugendwerke, zwischen 1704-5 und 1710) und drei Bücher mit Pièces de Clavecin (1724, 1728, 1734) – die letzteren sind als „erstes“, „zweites“ und „drittes“ Buch bezeichnet, so als wenn es die drei jugendlichen Bücher mit Cembalostücken gar nicht gegeben hätte. Hinzu kommen ein posthum veröffentlichtes Buch mit Orgelwerken sowie etliche Airs. 1718 schuf er sein einziges Werk für Orchester, Les Caractères de la Guerre („Die Charaktere des Krieges“), von dem er in seinem Premier Livre de Pièces de Clavecin von 1724 eine Bearbeitung für Cembalo präsentierte. Sein Troisième Livre de Pièces de Clavecin von 1734 besteht vor allem aus Bearbeitungen seiner Violinsonaten und anderer Frühwerke.

Ein unter seinem Namen veröffentlichter Band Livre de Noëls erschien 1759 mehr als zwanzig Jahre nach seinem Tode, wahrscheinlich von seiner Schwester besorgt. Einige Stücke dieser Sammlung sind Bearbeitungen aus Pierre Dandrieus Noëls, O Filii, Chansons de Saint-Jacques, Stabat Mater et Carillons… pour l’Orgue et le Clavecin, die er für seinen persönlichen Gebrauch anpasste.

## Werke
- Veux-tu, Compère Grégoire (Air à boire en trio a capella) (1702)
- Op. 1: Livre de sonates en trio (6 Sonates) (Paris, 1705)
- 3 Livres de clavecin „de Jeunesse“ (1704-5 und 17)
- Op. 2: Livre de Sonates a Violon seul, Delalande gewidmet (1710)
- Les Caractères de la Guerre ou Suite de Symphonies ajoûtée à l’Opéra (1718)
- Principes de l’Acompagnement du Clavecin (1718)
- Premier Livre de Pièces de Clavecin (5 Suites), Louis XV. gewidmet (Paris, 1724)
- Second Livre de Pièces de Clavecin (6 Suites) (Paris, 1728)
- Troisième Livre de Pièces de Clavecin (8 Suites) (Paris, 1734)
- Premier Livre de Pièces d’Orgue (6 Suites), kurz vor seinem Tode vorbereitet und 1739 veröffentlicht.
- Livre de Noëls (Paris, 1759)

## Hörbeispiele
Duo für Bombarde und Trompete aus der Orgelsuite in D-Durⓘ
Trompetenduo aus der Orgelsuite in D-Durⓘ
Krummhorn-Bass aus der Orgelsuite in D-Durⓘ
Erstes Magnificat aus der Orgelsuite in D-Durⓘ
Auszug aus der Orgelsuite in G-Durⓘ
Fuge über Ave Maris Stellaⓘ